# Jason Krejza
Jason "Krazy" Krejza (ur. 14 stycznia 1983 w Sydney) – australijski krykiecista praworęczny bowler rzucający w stylu off spin. Ojciec Krejzy jest Czechem, a matka Polką. Gra w lidze australijskiej oraz angielskiej, w 2008 powołany do reprezentacji Australii, zadebiutował w meczu przeciwko Indiom 6 listopada 2008.
W pierwszym meczu w reprezentacji, w pierwszym innings zdobył 8 wicketów (ósmy najlepszy wynik w historii krykieta dla debiutantów) ale zdobycie wicketów kosztowało aż 215 runów, co jest najgorszym wynikiem dla debiutanta. W drugim innings zdobył następne cztery wickety, łącznie 12 wicketów w debiutanckim meczu dało mu czwarte miejsca w rankingu największej liczby zdobytych wicketów w pierwszym meczu.